# Арасбар
Арасбар (азерб. Arazbar) — историческая область на территории современного Азербайджана. Расположена в бассейне реки Аракс.

## Происхождение названия
Первая часть в его имени — Аракс (по-персидски Арас); «бар» переводится с персидского как «стан». Поэтому Арасбар переводится как «Стан Араса». Позднее область Арасбар-Араксена уже охватывала не всю Араксскую равнину, а только часть её: уже в V в. Нахичевань и Гохтнь источниками выделяются в отдельные административно-территориальные единицы Армении.
Следовательно, Арасбар нужно локализовать к востоку от Худаферина, по всей вероятности, по обоим берегам Аракса вплоть до слияния рек Аракс и Кура.

## История
В списке эмиров 1628 года у Искендера Мунши упомянут Мурадхан-султан из мелкого кызылбашского племени байбурдлу как хаким Арасбара. Около 1725 года Арасбар составлял улька племени байязидлу. Следует отметить, что данная в «Тазкират ал-мулюк» картина территориального деления и, следовательно, административного управления Азербайджана не отличается ясностью и точностью.
Согласно Шараф-хану Бидлиси, выступившая из Эрзрума 100-тысячная османская армия во главе с Фархад-пашой 2 августа 1588 г. подошла к Куре и расположилась в окрестностях крепости Акчекале. 22 августа 1588 года османская армия вместе с подоспевшими из Гори войсками подошла к окрестностям Гянджи.
Аббас-Кули-ага Бакиханов описывает:

Баязид-султан, правитель Мугана и Арасбара, получил приказание отправиться в Дербенд, схватить эмира Дубаджа и доставить его в Тавриз. Он исправно выполнял поручение и представил шаху преступника, на которого тотчас же надели одежду, начиненную порохом (на голову надели колпак), и, подняв на минарет в железной клетке, расстреляли.
Племя «Отуз ики» (азерб. «тридцать два») проживало в Арасбаре, Караагаче, Барде, Шутуре Гянджинского вилайета. Наследственным главой всех этих племен считался глава одного из них — племени Джаваншир.
Мирза Адигезаль-бек даёт следующее объяснение:
Сарыджа-Али обладал огромным богатством и влиянием. Путники, проходившие мимо: пастухи, батраки, слуги, овцеводы, табунщики, собрались вокруг него. Их число все время увеличивалось и, наконец, все они составили целое оба. Оба это получило наименование Сарыджаллу. Несметное богатство — этот божий дар — увеличилось еще больше, когда все это состояние перешло в руки Ибрагим-Халил-аги. Слава об этом богатом доме разнеслась по всему свету. Ибрагим-Халил-ага располагал имением и садом в Агдаме. В Арасбаре и на берегу (Аракса) он имел мюльк, пастбища и загоны. На яйлаге он имел дворец под названием Ибрагим-Халил-каласы. Все это было красноречивым доказательством величия и славы Ибрагим-Халил-аги.
1747 году на территории Арасбара был создан Джеваншир-Дизакский магал.

### Документы
- Указ султана Джаханшаха Кара-Коюнлу Архивная копия от 16 августа 2017 на Wayback Machine
- Указ Хасан-Али Кара-Коюнлу Архивная копия от 16 августа 2017 на Wayback Machine
- Указ шаха Исмаила І Сефевида Архивная копия от 16 августа 2017 на Wayback Machine